# Église Saint-Firmin de May-sur-Orne
L'église Saint-Firmin est un édifice religieux du XXe siècle, protégé au titre des monuments historiques, situé à May-sur-Orne, dans le département français du Calvados.

## Histoire
Le premier édifice religieux fut sans doute construit vers les VIe et VIIe siècles. Le second construit en 1885, fut détruit au cours de l'opération Totalize durant l'été 1944. Envisagé pendant un temps une simple reconstruction de l'édifice du XIXe, il faudra attendre 1954 pour que le projet définitif voie le jour, avec le projet de l'architecte Pierre Bienvenu, auteur des églises de Fontaine-le-Pin et de Bretteville-sur-Laize. La première pierre est posée le 28 juin 1955, l'autel est consacré le 8 juillet 1960 et l’église est inaugurée le 10 juillet de la même année.

## Architecture
L'ossature de l'église est formée de quatre portiques entrecroisés en béton armé qui supportent le grand clocher central, construit en béton et composé d'abat-sons. Sa flèche est haute de 42 m et est visible depuis les alentours de la ville. Les murs extérieurs de l'église sont recouverts de moellons calcaires (qu'on trouve sur d'autres bâtiments de la région datant de la Reconstruction).